# العلاقات الصينية الغابونية
العلاقات الصينية الغابونية هي العلاقات الثنائية التي تجمع بين الصين والغابون.

## مقارنة بين البلدين
هذه مقارنة عامة ومرجعية للدولتين:
| وجه المقارنة                                              | الصين                    | الغابون                        |
| --------------------------------------------------------- | ------------------------ | ------------------------------ |
| المساحة (كم2)                                             | 9.60 مليون               | 267.67 ألف                     |
| عدد السكان (نسمة)                                         | 1.33 مليار               | 2.03 مليون                     |
| الكثافة السكانية (ن./كم²)                                 | 138.54                   | 7.58                           |
| العاصمة                                                   | بكين                     | ليبرفيل                        |
| اللغة الرسمية                                             | اللغة الصينية القياسية   | لغة فرنسية                     |
| العملة                                                    | رنمينبي                  | فرنك وسط أفريقي                |
| الناتج المحلي الإجمالي (بليون دولار)                      | 12.24 تريليون            | 14.62 مليار                    |
| الناتج المحلي الإجمالي (تعادل القوة الشرائية) بليون دولار | 19.82 تريليون            | 34.65 مليار                    |
| الناتج المحلي الإجمالي الاسمي للفرد دولار أمريكي          | 8.03 ألف                 | 8.27 ألف                       |
| الناتج المحلي الإجمالي للفرد دولار أمريكي                 | 13.21 ألف                | 19.43 ألف                      |
| مؤشر التنمية البشرية                                      | 0.728                    | 0.684                          |
| رمز المكالمات الدولي                                      | +86                      | +241                           |
| رمز الإنترنت                                              | .cn، .中国 ‏، .中國 ‏      | .ga                            |
| المنطقة الزمنية                                           | توقيت الصين، ت ع م+08:00 | ت ع م+01:00، توقيت غرب أفريقيا |

## مدن متوأمة
في ما يلي قائمة باتفاقيات التوأمة بين مدن صينية وغابونية:
- ترتبط ونجو مع بورت جنتيل باتفاقية توأمة منذ 1 سبتمبر 2008.[14][14][14][14]

## منظمات دولية مشتركة
يشترك البلدان في عضوية مجموعة من المنظمات الدولية، منها:
| علم المنظمة | اسم المنظمة                               | تاريخ انضمام الصين | تاريخ انضمام الغابون |
| ----------- | ----------------------------------------- | ------------------ | -------------------- |
|             | يونسكو                                    | 4 نوفمبر 1946      | 16 نوفمبر 1960       |
|             | الفريق المعني برصد الأرض                  | ?                  | ?                    |
|             | مؤسسة التمويل الدولية                     | 15 يناير 1969      | 20 أكتوبر 1970       |
|             | المركز الدولي لتسوية المنازعات الاستشارية | 6 فبراير 1993      | 14 أكتوبر 1966       |
|             | منظمة حظر الأسلحة الكيميائية              | ?                  | ?                    |
|             | مؤسسة التنمية الدولية                     | 24 سبتمبر 1960     | 4 نوفمبر 1963        |
|             | منظمة التجارة العالمية                    | 11 ديسمبر 2001     | ?                    |
|             | وكالة ضمان الاستثمار متعدد الأطراف        | 30 أبريل 1988      | 26 مارس 2003         |
|             | الاتحاد البريدي العالمي                   | ?                  | ?                    |
|             | الاتحاد الدولي للاتصالات                  | 1 سبتمبر 1920      | 28 ديسمبر 1960       |
|             | منظمة الشرطة الجنائية الدولية             | ?                  | ?                    |
|             | الأمم المتحدة                             | 25 أكتوبر 1971     | 20 سبتمبر 1960       |
|             | البنك الدولي للإنشاء والتعمير             | 27 ديسمبر 1945     | 10 سبتمبر 1963       |
|             | البنك الإفريقي للتنمية                    | ?                  | ?                    |

## أعلام
هذه قائمة لبعض الشخصيات التي تربطها علاقات بالبلدين:
- أليكساندر إندومبو (لاعب كرة قدم غابوني، 4 يناير 1992[22] – )
- جان بينغ (سياسي غابوني، 24 نوفمبر 1942 – )

## وصلات خارجية
- موقع وزارة الخارجية الصينية